# Burmannia foliosa
Burmannia foliosa là một loài thực vật có hoa trong họ Burmanniaceae. Loài này được Gleason mô tả khoa học đầu tiên năm 1931.